# John W. Weeks
John W. Weeks (Lancaster, 1860. április 11. – Lancaster, 1926. július 12.) az Amerikai Egyesült Államok szenátora (Massachusetts, 1913–1919).